# Avenue Mohammed-V (Rabat)
Pour les articles homonymes, voir Avenue Mohammed-V.
L'avenue Mohammed V (en arabe : شارع محمد الخامس), anciennement avenue Dar al-Makhzen et Cours Lyautey, est une des artères de Rabat, au Maroc.

## Situation et accès
Elle constitue un axe historique qui va des cimetières près de la côte et de la Kasbah des Oudayas (nord) à la mosquée As-Sunna (sud). Sa partie principale a été créée sous le Protectorat français au Maroc et s'est principalement développée entre 1915 et 1932, époque à laquelle elle était également connue sous le nom de Cours Lyautey.
Plusieurs sites ou monuments notables se trouvent sur l'avenue ou à proximité comme la Cour constitutionnelle, la gare de Rabat-Ville, la Bank Al-Maghrib (banque centrale du Maroc), le Parlement du Maroc, le musée Mohammed VI d'art moderne et contemporain, le lycée Moulay-Youssef et la mosquée As-Sunna.

## Galerie

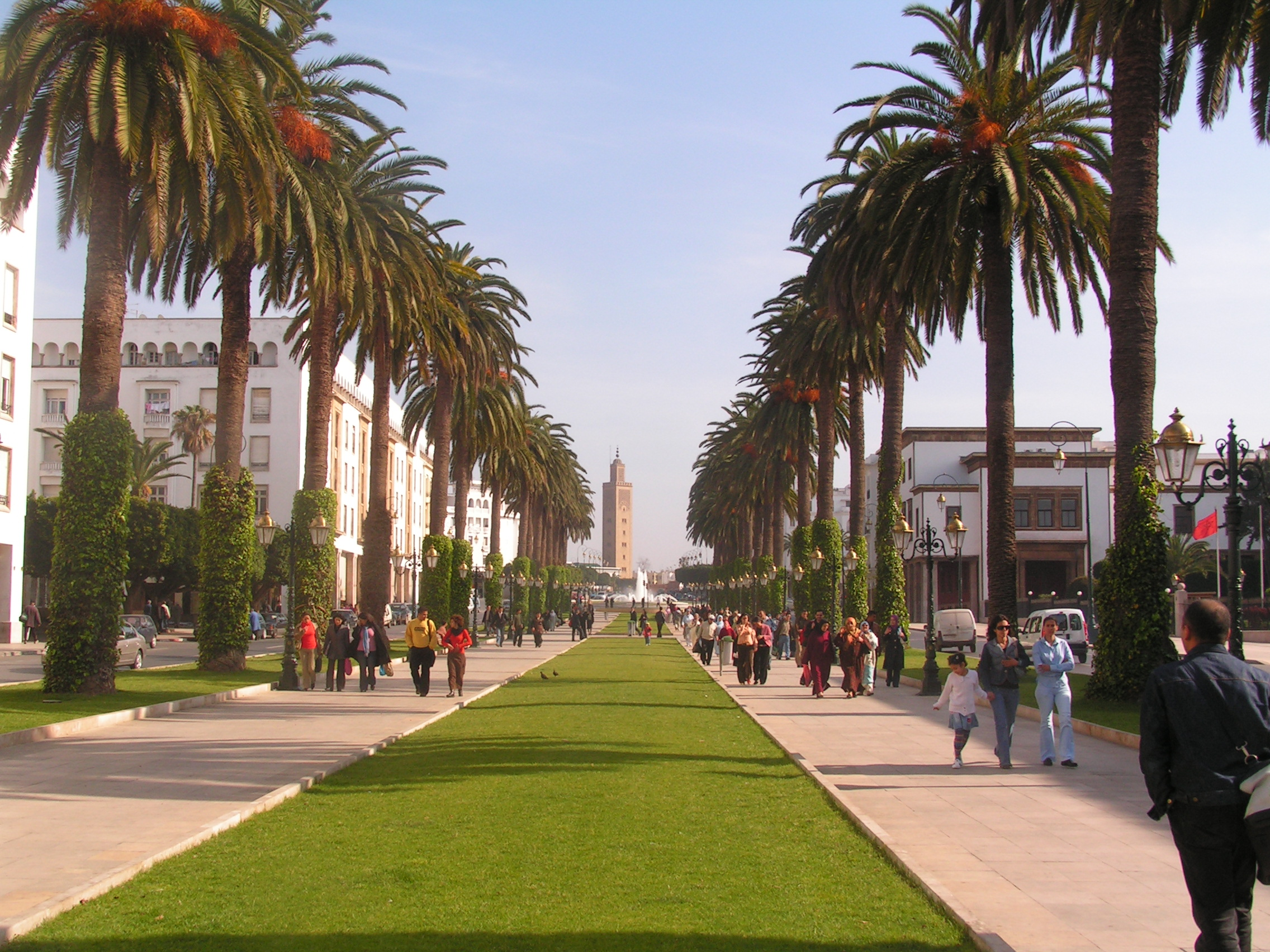
Perspective de l'avenue avec la mosquée As-Sunna.
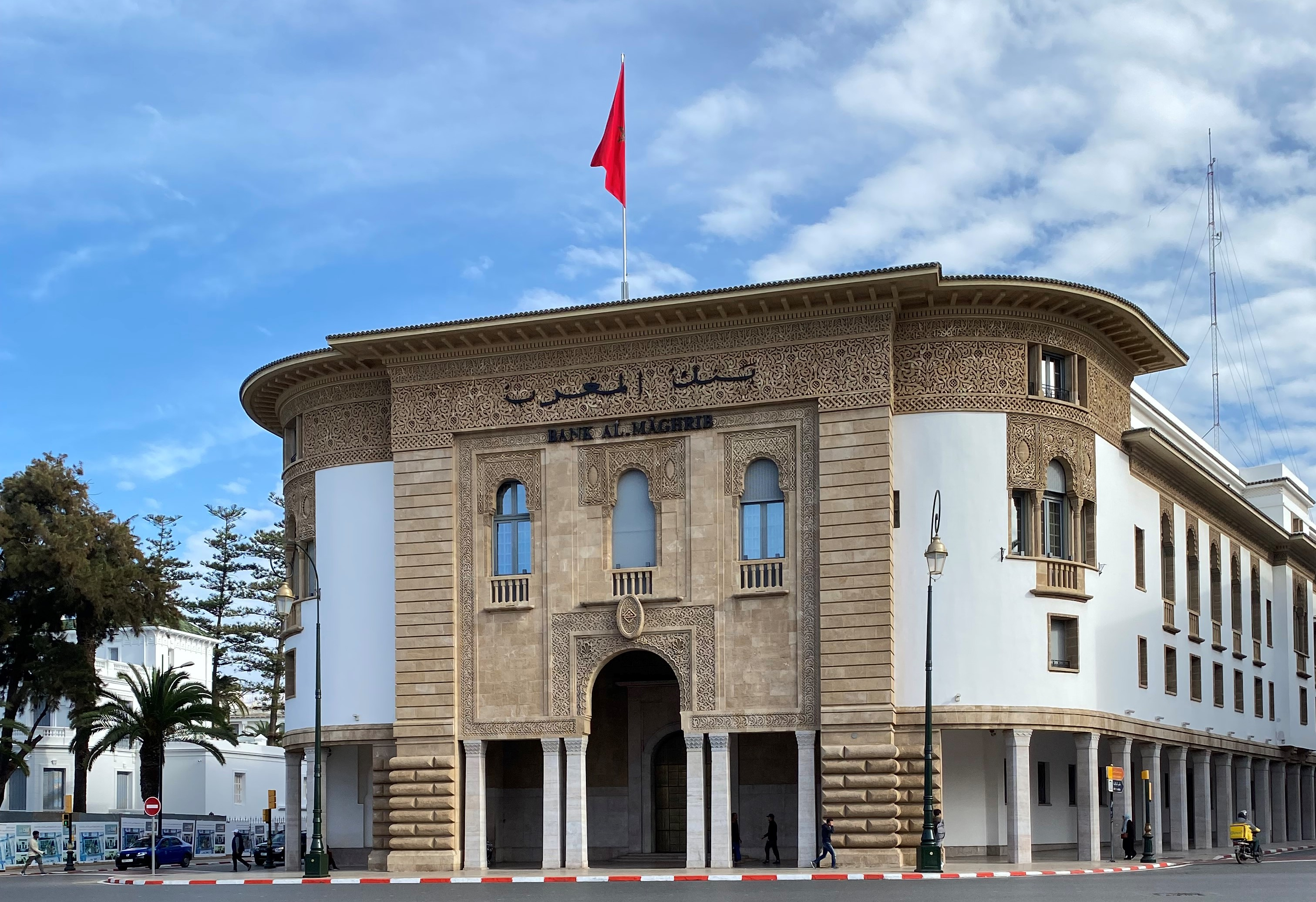
Bank Al-Maghrib.
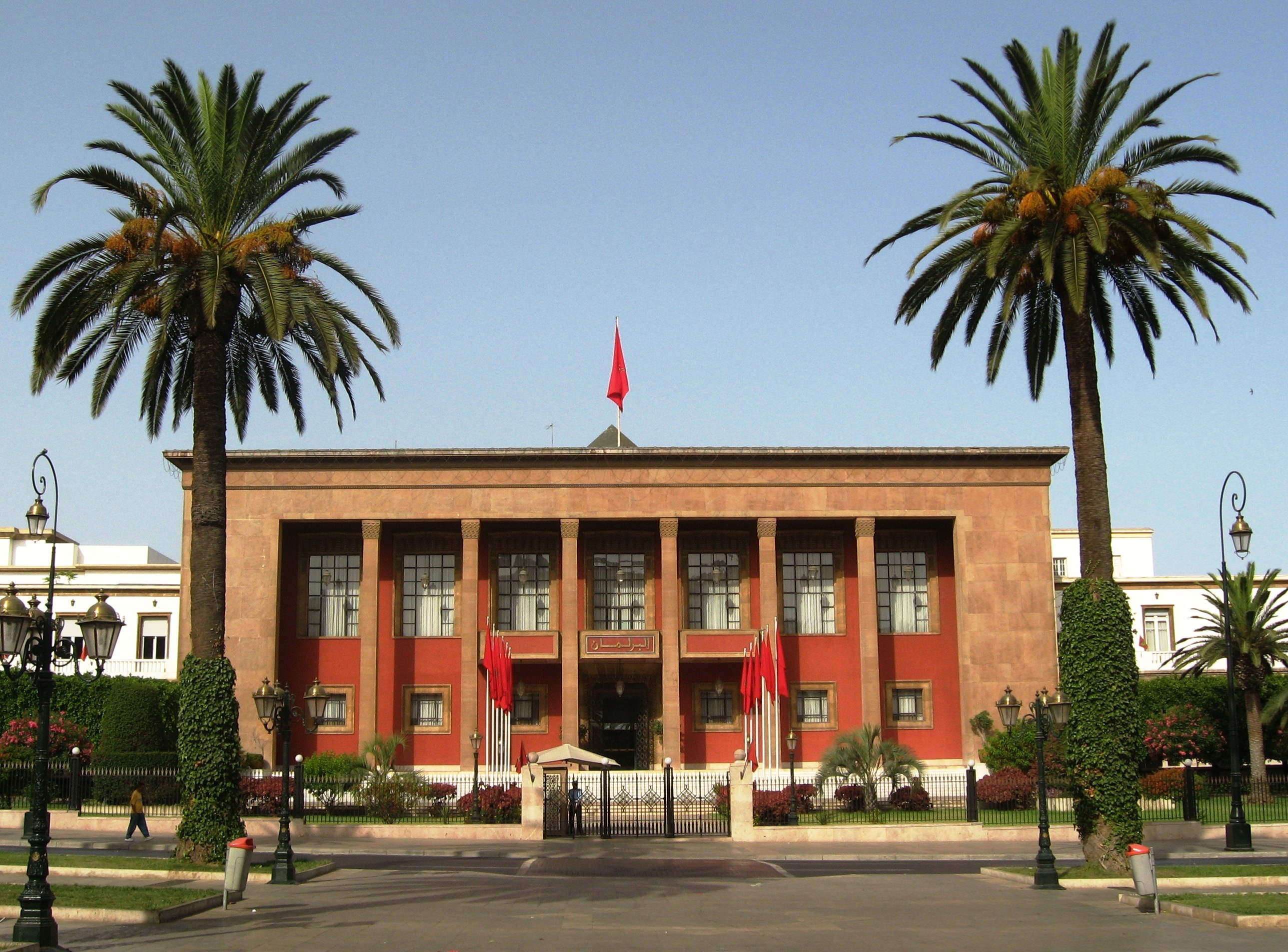
Parlement du Maroc.
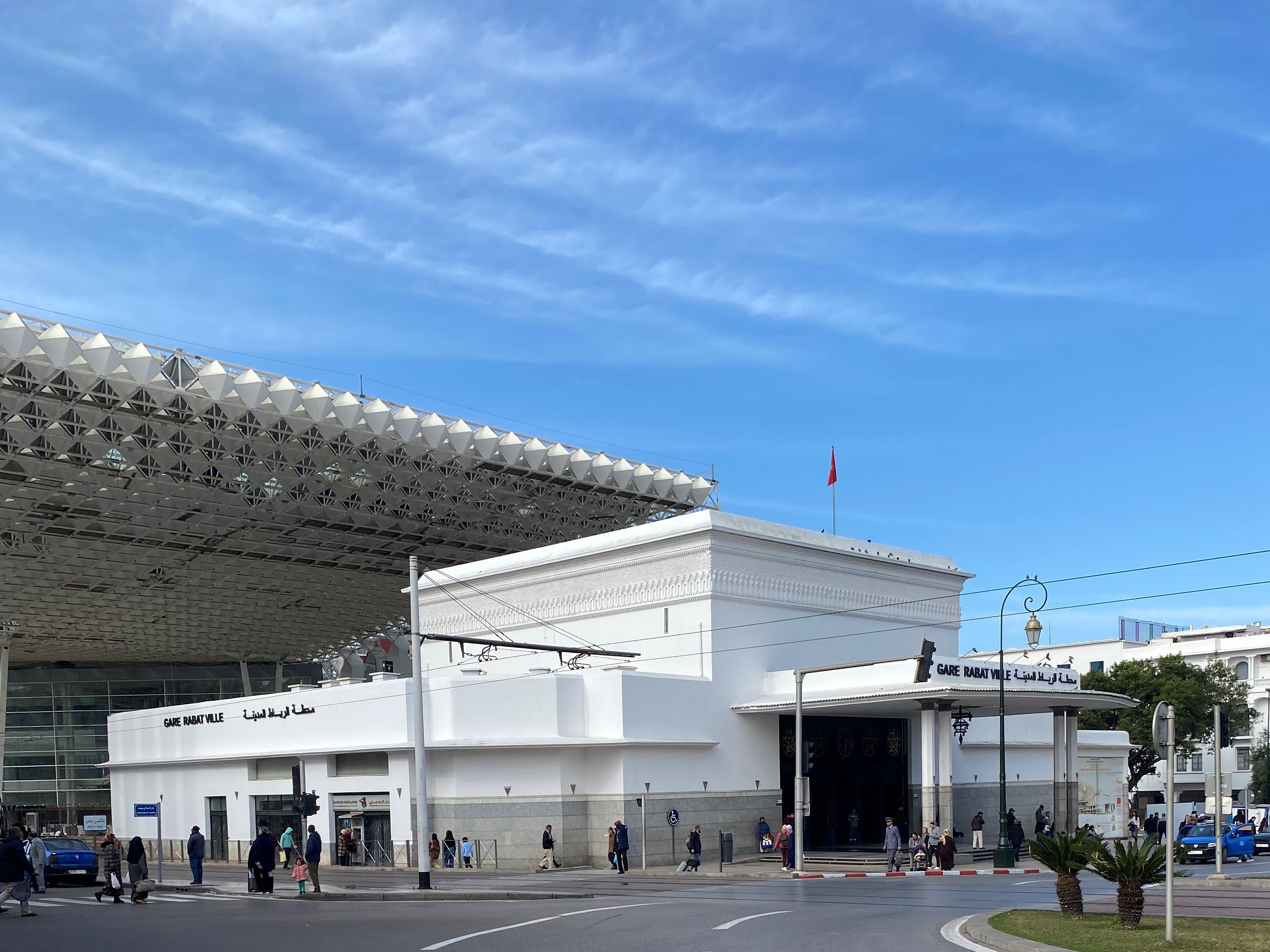
Gare de Rabat-Ville.
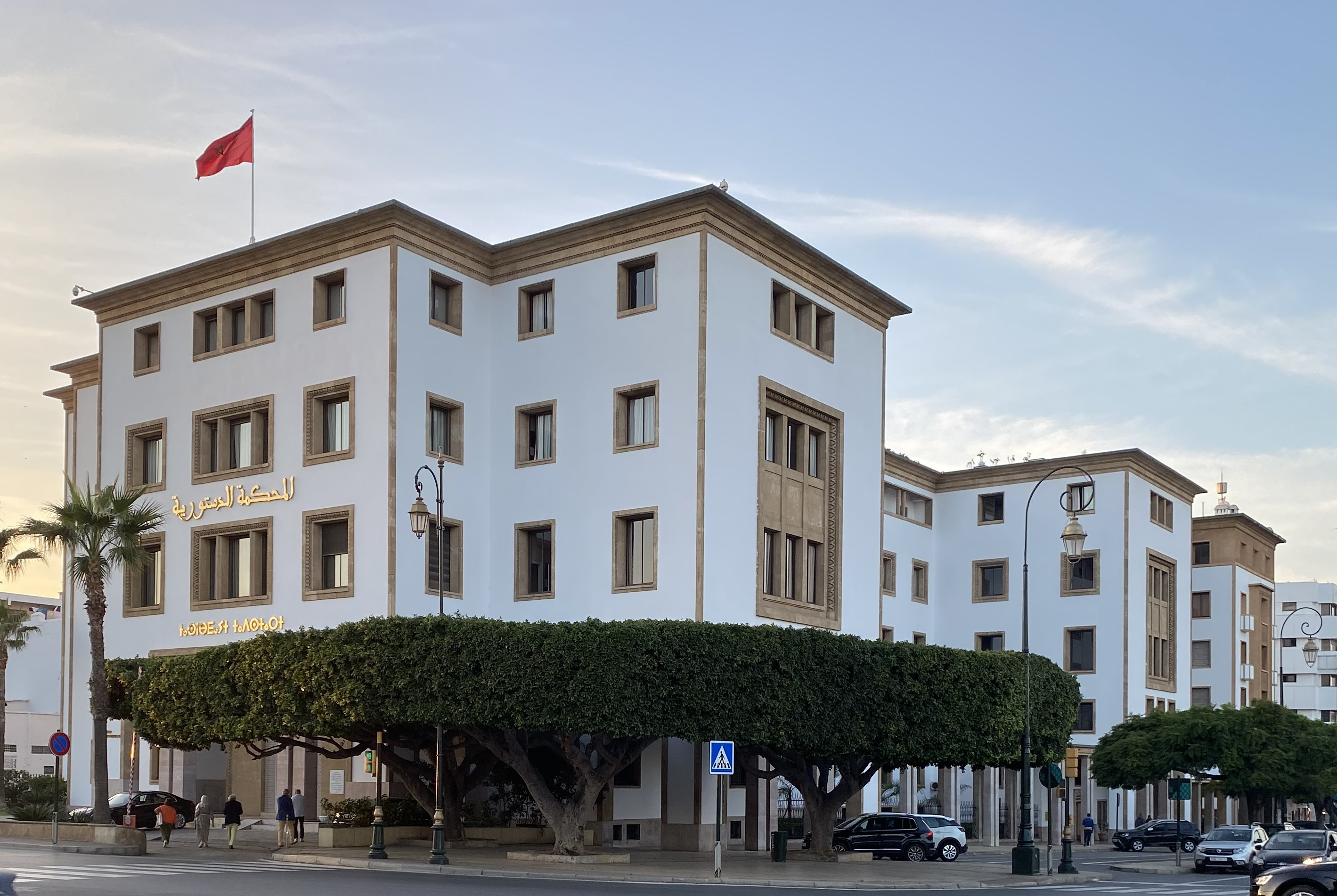
Cour constitutionnelle.
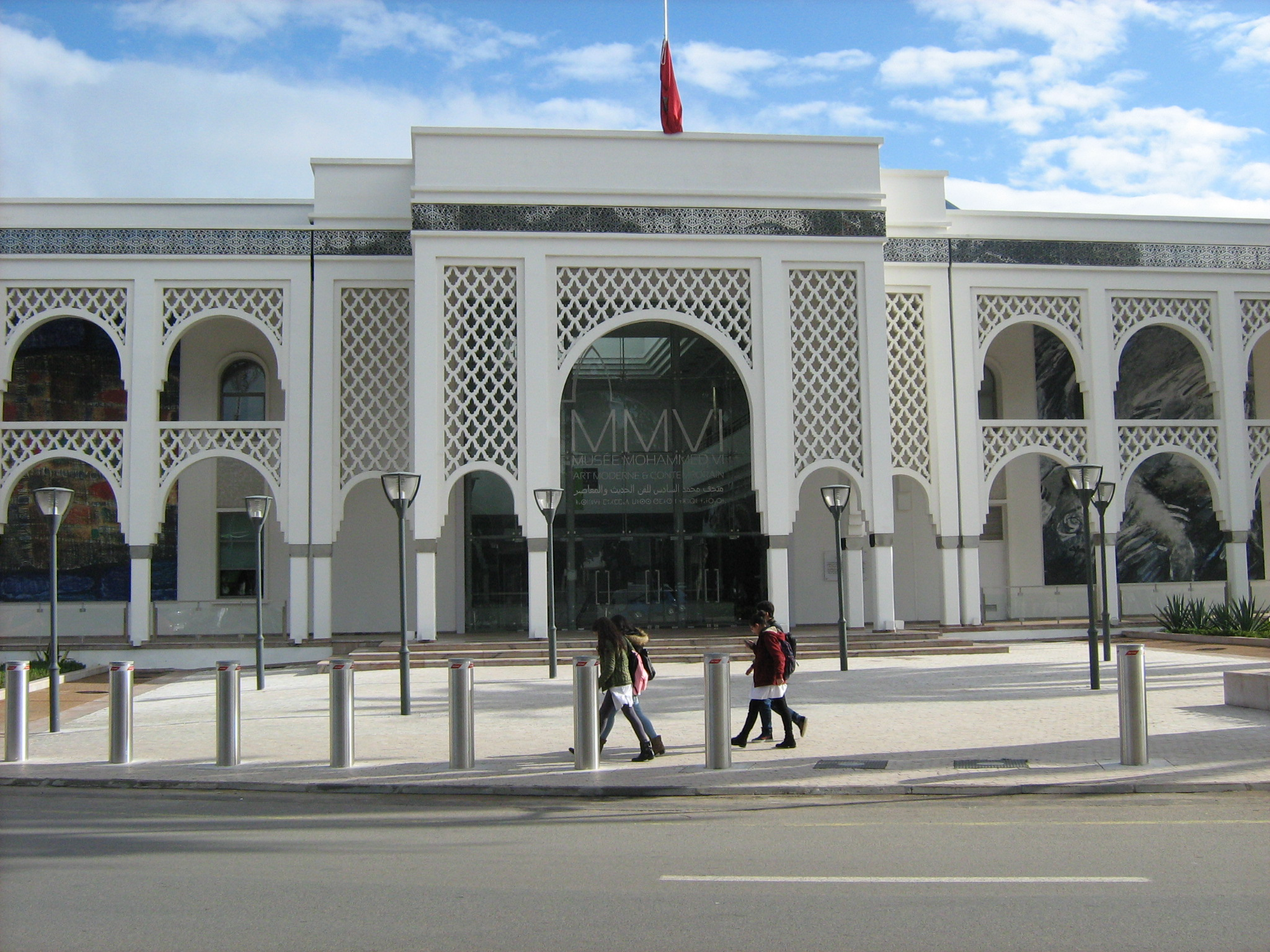
Musée Mohammed VI d'art moderne et contemporain.
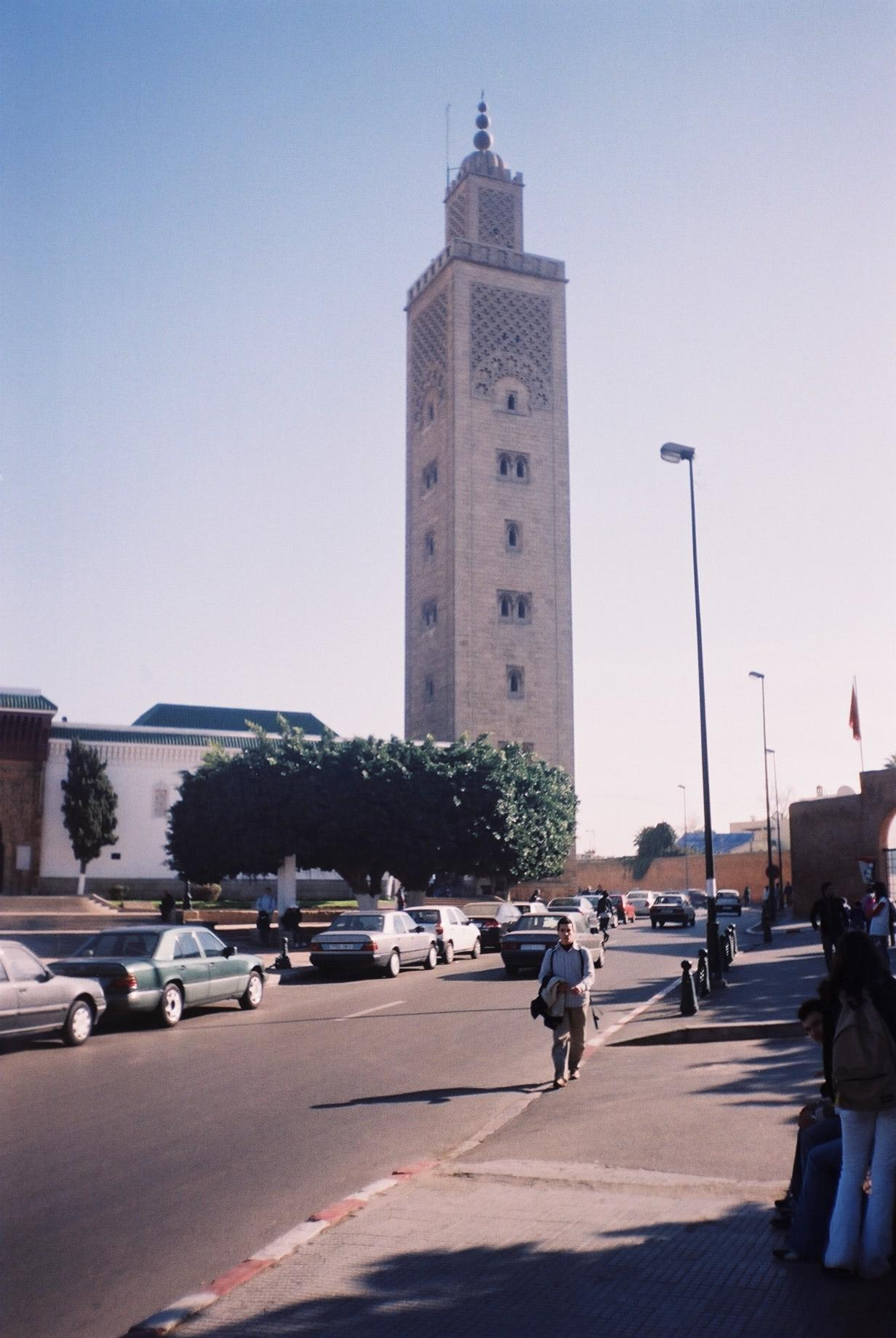
Mosquée As-Sunna.

## Appellation
L'avenue a été baptisée en l'honneur de Mohammed V, ancien roi du Maroc. Elle a été nommée ainsi en juillet 1956.